# Osiek (powiat Starogardzki)
Osiek is een dorp in het Poolse woiwodschap Pommeren, in het district Starogardzki. De plaats maakt deel uit van de gemeente Osiek en telt 1012 inwoners.

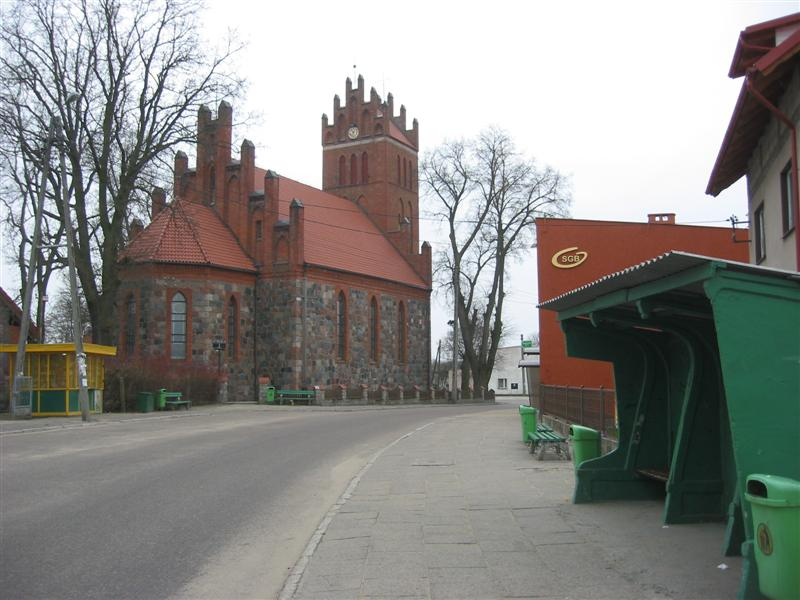
Centrum van Osiek